# ألدو فيرير
ألدو فيرير (بالفرنسية: Aldo Ferrer) هو اقتصادي ودبلوماسي فرنسي، ولد في 15 أبريل 1927 في بوينس آيرس في الأرجنتين، وتوفي بنفس المكان في 8 مارس 2016.

## وصلات خارجية
- ألدو فيرير على موقع مونزينجر (الألمانية)